# André Bradford
André Jorge Dionísio Bradford (ur. 30 listopada 1970 w Ponta Delgada, zm. 18 lipca 2019 tamże) – portugalski polityk i samorządowiec, działacz Partii Socjalistycznej (PS), poseł do parlamentu Azorów i członek rządu regionalnego, deputowany do Parlamentu Europejskiego IX kadencji.

## Życiorys
Ukończył komunikację społeczną na Portugalskim Uniwersytecie Katolickim. Na tej samej uczelni kształcił się na studiach magisterskich i doktoranckich. Przez pewien czas pracował jako dziennikarz, publikował w „Diário de Notícias” i „Açoriano Oriental”. Zajął się działalnością polityczną w ramach Partii Socjalistycznej. Od 2000 związany z administracją regionalną, początkowo jako sekretarz prasowy w sekretariacie do spraw środowiska. W 2001 został zatrudniony w biurze przewodniczącego rządu regionalnego Azorów, był doradcą do spraw współpracy zewnętrznej i spraw politycznych.
W 2004 po raz pierwszy wybrany na posła do parlamentu Azorów. Z powodzeniem ubiegał się o reelekcję w wyborach w 2008, 2012 i 2016. W latach 2008–2012 był członkiem rządu regionalnego kierowanego przez Carlosa Césara. Później objął funkcję przewodniczącego frakcji deputowanych PS w parlamencie Azorów. W 2019 uzyskał mandat eurodeputowanego IX kadencji. 8 lipca 2019 doznał zatrzymania akcji serca, od tego czasu pozostawał w śpiączce. Zmarł dziesięć dni później.